# Блок національних меншин
Блок національних меншин (пол. Blok Mniejszości Narodowych) — коаліція політичних партій міжвоєнної Польщі, що представляла національні меншини, насамперед українців, білорусів, євреїв і німців. Існував у 1922—1930 роках. Засновник — польсько-єврейський політик Ісаак Грюнбаум.

## Історія

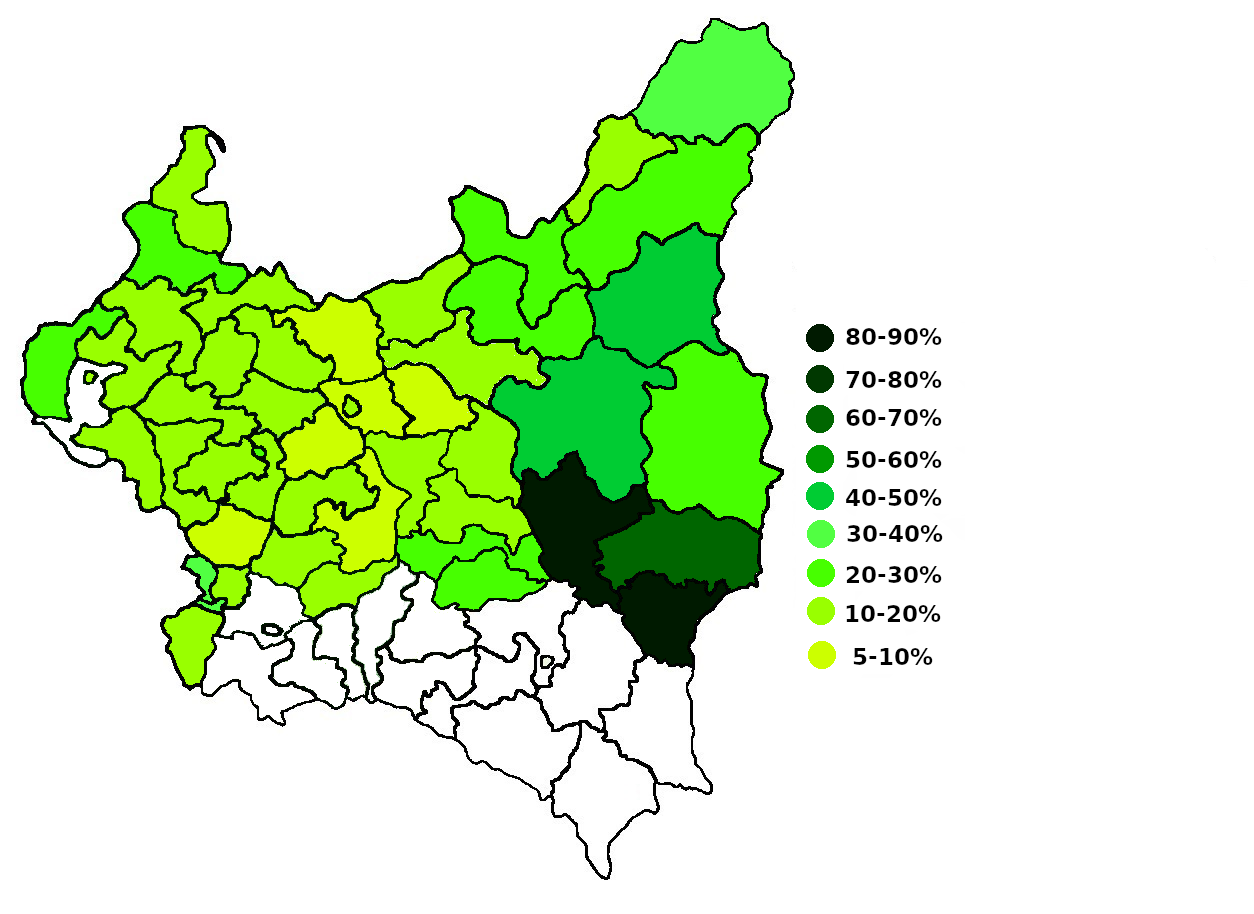
Частка голосів за Блок національних меншин за результатами виборів 1922 року за виборчими округами

Блок національних меншин було створено 17 серпня 1922 року на нараді у Варшаві для спільної виборної акції та координації дій у Сеймі. До Об'єднаного виборчого комітету увійшло по 3 представники від українців, білорусів, євреїв, німців і росіян. Українські політичні партії національно-державницького напряму з Галичини бойкутували вибори через незаконну окупацію краю Польщею внаслідок польсько-української війни 1918—1919 років, тому не були представлені у Блоці національних меншин.
На виборах до Сейму у 1922 році Блок отримав 19,5 % голосів (66 депутатських мандатів, з яких 20 здобули українці) і став другою за розмірами партією парламенту. За результами виборів до Сенату 1922 року було обрано 22 представників Блоку, з них 6 були українцями. Коаліція здобула більшість голосів на Волині, Поліссі та Холмщині. Обрані до Сейму та Сенату українці сформували Українську Парляментарну Репрезентацію у Варшаві.
У виборах 1928 року вперше взяло участь усе населення Західної України. До Блоку входили Українське національно-демократичне об'єднання (УНДО), Укр. сел. союз, сіоністські організації «Мізрахі» та «Гітахдут», деякі білоруські та німецькі угруповання. За результами виборів від Блоку національних меншин обрано 55 депутатів (25 українців) до Сейму і 21 сенатор (9 українців). У Західній Україні Блок здобув близько половини всіх голосів.
Блок взяв участь у повторних виборах 1930 року на Волині й Поліссі, на яких сіоністська організація в Польщі підтримала УНДО. Проте Блок набрав лише 3 % голосів і був невдовзі розпущений.